# Deforestación en Indonesia

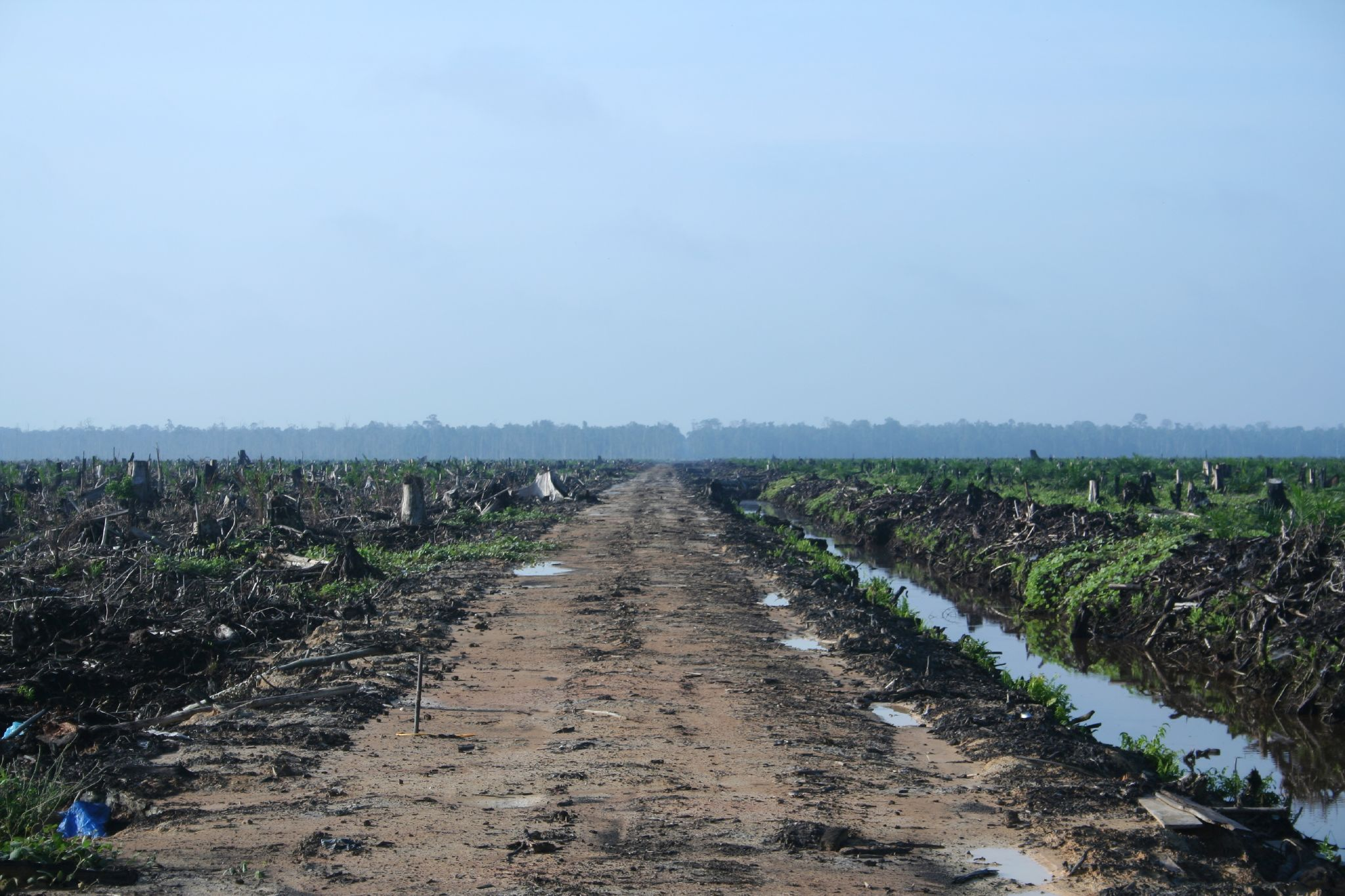
Deforestación en la provincia de Riau, Sumatra, para abrir paso a una plantación de aceite de palma (2007).

La deforestación en Indonesia implica la pérdida a largo plazo de los bosques y el follaje por gran parte del país; ha tenido un gran impacto medioambiental y social. Indonesia es uno de los lugares con bosques de mayor biodiversidad y es la tercera en el número de especies detrás de Brasil y la República Democrática del Congo. Todavía en 1900, Indonesia era un país densamente poblado por bosques: representaban el 84 % de la superficie total de la superficie nacional. La deforestación se intensificó en los años setenta y desde entonces se ha acelerado. Se calcula que el bosque que se extendía por 170 millones de hectáreas alrededor del año 1900 decreció a menos de 100 millones de hectáreas para finales del siglo XX. En 2008, se calculaba que las pluvisilvas tropicales en Indonesia habrían sido taladas en una década. De la explotación forestal total en Indonesia, hasta un 80% se calcula que se lleva a cabo ilegalmente.
Grandes compañías internacionales en el negocio de la pulpa, como la Asia Pulp and Paper, o la papelera indonesia APRIL (Asia Pacific Resources International Limited) han eliminado grandes zonas de bosque en Indonesia y la han reemplazado por plantaciones. Los bosques a menudo se queman por los campesinos y dueños de plantaciones. Otra gran fuente de deforestación es la industria de la madera, movida por la demanda de China y Japón. El desarrollo agrícola y los programas de migración nacionales trasladaron a amplias poblaciones a las zonas de pluvisilva, incrementando así el ritmo de deforestación.
La tala y la quema de bosques para despejar el terreno y dejarlo así para el cultivo ha hecho de Indonesia el tercer país del mundo emisor de gases de efecto invernadero, después de China y de Estados Unidos. Los incendios forestales a menudo destruyen sumideros de carbono de alta capacidad, incluyendo pluvisilvas de crecimiento lento y turberas. En mayo de 2011, Indonesia declaró una moratoria sobre nuevos contratos de tala para ayudar a combatir esto. Parece que esto ha sido poco efectivo a corto plazo, pues el ritmo de deforestación ha seguido incrementándose. Para el año 2012 Indonesia había sobrepasado el ritmo de deforestación en Brasil, y se ha convertido en la nación del mundo que destruye bosques con más rapidez. Según Transparency International, numerosas decisiones judiciales controvertidas en este ámbito han suscitado preocupación sobre la integridad del poder judicial.

## Historia

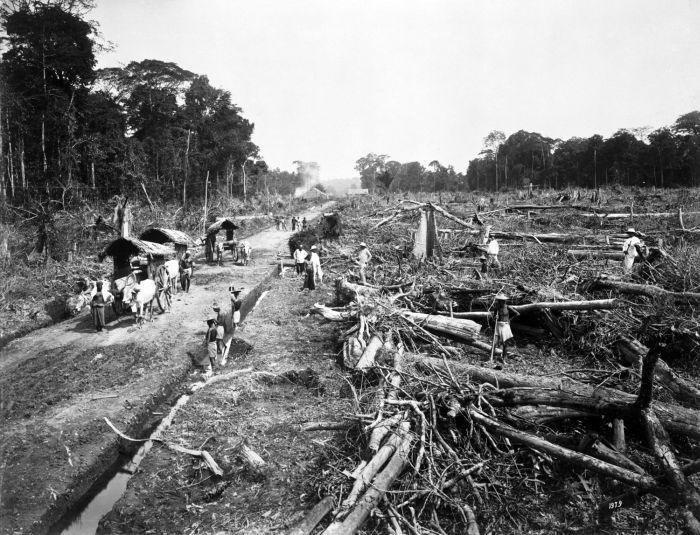
Deforestación para una plantación de tabaco en el norte de Sumatra (h. 1900)

El archipiélago indonesio tiene alrededor de 17.000 islas y es el lugar donde se encuentran los bosques con mayor biodiversidad del mundo. En 1900 el bosque representaba el 84% de la superficie del país. Para 1950 las plantaciones y los pequeños agricultores que explotaban los árboles aún cubrían solo una pequeña parte. La cubierta forestal en aquella época se estimaba en 145 millones de hectáreas de bosque primario y otros 14 millones de hectáreas de bosque secundario y de bosque costero. A principios de los años setenta Indonesia usó esta valiosa fuente por el beneficio económico para el desarrollo de las industrias procesadoras de la madera del país. Desde finales de los ochenta al año 2000, la capacidad de producción se ha incrementado en casi un 700% en las industrias de la pulpa y el papel, haciendo de Indonesia el noveno productor de pulpa del mundo y el decimoprimer productor de papel. En 2005, Indonesia había perdido más del 72% de los bosques intactos y el 40% de todos los bosques por completo en 2005.
El ritmo de deforestación sigue incrementándose. El Informe Medioambiental Estatal de 2009 promovido por el presidente Susilo Bambang Yudhoyono reveló que el número de puntos críticos de incendio se alzó a 32.416 en 2009 desde solo 19.192 en 2008. El Ministerio de Medio Ambiente culpó del incremente a la debilidad de las fuerzas del orden y la falta de supervisión de las autoridades locales, siendo la causa principal de los incendios dejar libre la tierra. Entre 1990 y 2000 se perdió el 20% de la superficie forestal de Indonesia (24 millones de hectáreas) y para el año 2010, sólo el 52% de la superficie total era bosque (94 millones de hectáreas). De 2009 a 2011 el país perdió 1,24 millones de hectáreas de bosques, equivalentes a 620.000 hectáreas por año. Incluso a pesar de la moratoria sobre los nuevos contratos de tala impuesta en 2010, la tasa de deforestación siguió incrementándose a unas 840.000 hectáreas calculadas en 2012, sobrepasando la deforestación en Brasil.
Gran parte de esta deforestación es para sustituir la selva tropical y las pluvisilvas por cultivos de aceite de palma; según un informe de Greenpeace, el sector del aceite de palma fue el principal motor de la deforestación en Indonesia entre 2009 y 2011. Indonesia y Malasia controlan la producción del 80% del aceite de palma. Está provocando la tala masiva de la selva autóctona. Se usa en la industria de alimentación, cosmética y como biocombustible. Es el aceite más barato del mercado, con alto contenido en grasas saturadas, cuyo consumo prolongado y regular eleva el colesterol LDL, factor de riesgo de enfermedades cardiovasculares.[cita requerida]

## Regiones afectadas

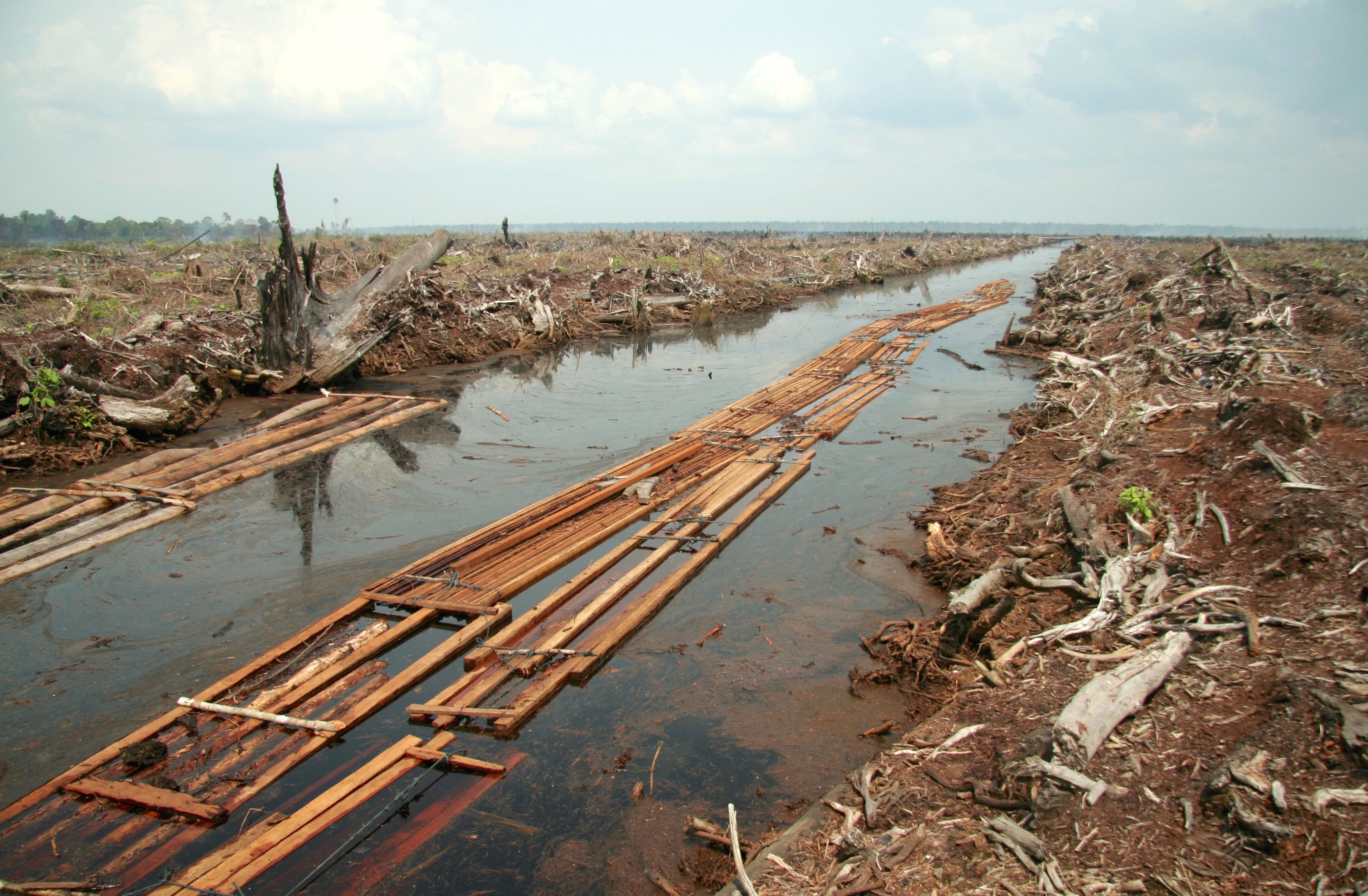
Deforestación de turberas para plantar aceite de palmas en Indragiri Hulu, provincia de Riau, Sumatra

Los bosques tropicales de las tierras bajas de Indonesia, los más ricos en recursos madereros y biodiversidad, son los que están más en peligro. Para el año 2000 han desaparecido casi por completo en Sulawesi, y se ha predicho que desaparecerá dentro de unos pocos años en Sumatra y Kalimantan.
En Sumatra, decenas de miles de kilómetros cuadrados de bosque han sido despejados a menudo por orden del gobierno central que con ello satisface las exigencias de compañías multinacionales para eliminar el bosque. En Kalimantan, desde 1991–2014, amplias superficies de bosque ardieron en fuegos incontrolados causando contaminación atmosférica por todo el sudeste asiático. La deforestación provoca o agrava sequías, inundaciones y corrimientos de tierra, lo que afecta a la vida de millones de personas. Y ha puesto al borde de la extinción de especies como el tigre de Bengala o el orangután de Borneo.

## Explotación forestal
Un estudio conjunto británico-indonesio de la industria maderera en Indonesia en 1998 sugirió que alrededor del 40% de la producción era ilegal con un valor en exceso de 365 millones de dólares. Estimaciones más recientes, comparando la tala legal con el consumo doméstico más las exportaciones, sugiere que el 88% de la tala en el país es ilegal de una u otra forma. Malasia es un país clave como punto de paso de los productos madereros ilegales desde Indonesia.

## Limpieza ilegal

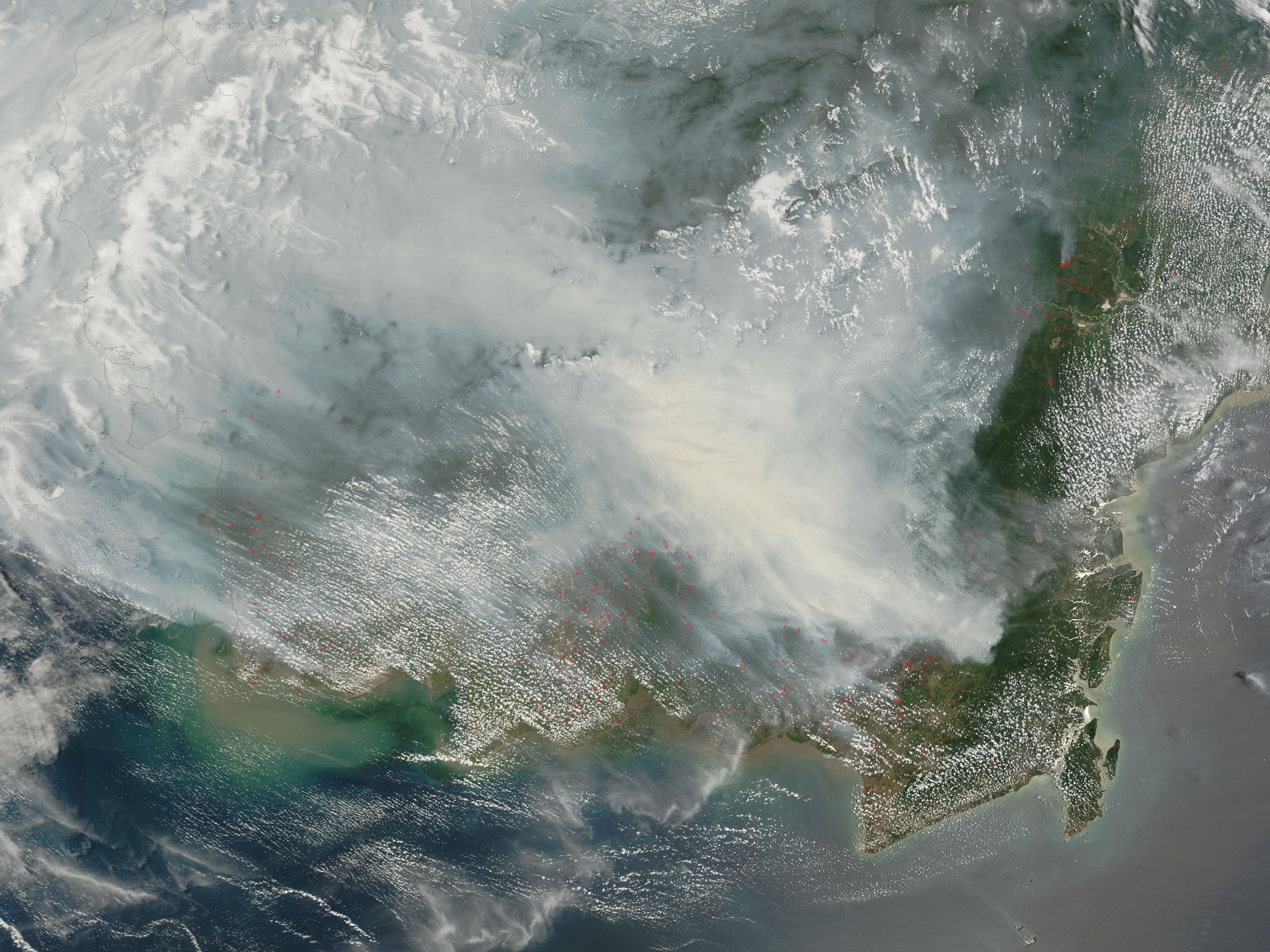
Imagen del satélite Terra de la NASA, en la que se ve el espeso humo que flota sobre la isla de Borneo el 5 de octubre de 2006. Los incendios anuales en la estación seca (agosto-octubre), causados principalmente por limpieza de la tierra y otros incendios con finalidades agrícolas, pero los incendios se escapan al control y acaban quemando los bosques y las turberas.

Se cree que aproximadamente el 73% de toda la explotación forestal en Indonesia es ilegal. La mayor parte de los métodos adoptados para la deforestación en Indonesia son ilegales por multitud de razones.
Las corporaciones privadas, motivadas por los beneficios económicos de las demandas de madera del mercado local y regional, son responsables de la deforestación. Estas compañías agroindustriales a menudo no cumplen la normativa legal básica al utilizar, inapropiadamente, métodos de deforestación rentables pero ambientalmente ineficientes, como los incendios forestales para despejar la tierra con propósitos agrícolas. La Ley de Silvicultura de 1999 afirma que es esencial para las compañías obtener el respaldo de las autoridades de cada región con los permisos IPK, una autorización para obtener madera, para lograr la aprobación legas de sus actividades de deforestación. Sin embargo, muchas de estas corporaciones pueden eludir la burocracia, maximizando los beneficios, empleando madera de actividades ilegales, mientras que las laxas fuerzas de la ley y las porosas regulaciones legales en grandes países en vías de desarrollo como Indonesia socavan los esfuerzos por conservar el bosque.
En el paisaje social, los campesinos de subsistencia a pequeña escala en zonas rurales, que reciben una educación mínima, emplean un método básico de agricultura de tala y quema para apoyar sus actividades agrícolas. Esta técnica agrícola rudimentaria implica la tala de árboles en el bosque antes de la estación seca y, posteriormente, la quema de estos árboles en la estación seca subsiguiente para proporcionar fertilizantes a sus actividades agrícolas. Esta práctica se emplea una y otra vez en el mismo lugar hasta que la tierra queda sin nutrientes y ya no puede rendir más cosechas. Entonces, estos granjeros se trasladarán para ocupar otro trozo de tierra y practicar continuamente la misma "tala y quema". Este factor social de deforestación refuerza los desafíos a los que se enfrenta la sostenibilidad de la silvicultura en los países en vías de desarrollo como Indonesia.
En el frente político, el papel del gobierno indonesio a la hora de frenar la deforestación ha sido ampliamente criticado. La corrupción entre los oficiales indonesios locales alimenta el cinismo en relación con las medidas drásticas gubernamentales sobre las actividades de tala ilegales. En 2008, la absolución del propietario de una firma maderera Adelin Lis, acusado de tala ilegal, galvanizó aún más a la opinión pública y atrajo la crítica a la institución política indonesia. Por otro lado, el gobierno de Indonesia lucha contra el manejo de la deforestación con un desarrollo urbano sostenible conforme la migración del campo a la ciudad necesita la expansión de las ciudades. Sin embargo, la falta de responsabilidad por la deforestación en relación con los proyectos de transmigración asumidos por los oficiales del gobierno indonesio proporciona una mínima evidencia que testimonia la escasa consideración en estos proyectos de desarrollo a la explotación sostenible de los bosques. Esto aumenta todavía más el escepticismo respecto a la credibilidad del gobierno indonesio en eficiencia y manejo responsable de sus proyectos de desarrollo urbano y esfuerzos por la conservación de la silvicultura.

## Esfuerzos conservacionistas
Esfuerzos para frenar el cambio climático global han incluido medidas que pretenden monitorizar el progreso de la deforestación en Indonesia e incentivar a los gobiernos local y nacional para detenerlo. El término general para esta clase de programas es "Reducción de emisiones de la deforestación y la degradación del bosque" (REDD por sus siglas en inglés). Se aplican a Indonesia sistemas nuevos para monitorizar la deforestación. Uno de tales sistemas, la plataforma Forest Monitoring for Action del Centro para el Desarrollo Global actualmente muestra datos actualizados mensualmente en relación con la deforestación por toda Indonesia.
El 26 de mayo de 2010 Indonesia firmó una carta de intenciones con Noruega, para establecer una moratoria de dos años en relación con las nuevas concesiones de tala, parte de un trato en el que Indonesia recibiría millones de dólares si aceptaba este compromiso. Se esperaba que el acuerdo frenase a la industria del aceite de palma y retrasaría o ralentizaría los planes para la creación de un enorme estado agrícola en la provincia de Papúa. Los fondos se dedicarían inicialmente a finalizar la estrategia forestal y climática de Indonesia, construyendo e institucionalizando la capacidad para monitorizar, controlar y verificar emisiones reducidas, y poniendo en práctica políticas y reformas institucionales útiles. Noruega ayudará a Indonesia a establecer un sistema que les ayude a reducir la corrupción, de manera que el trato pueda ser impuesto por la fuerza. La moratoria de dos años fue declarada el 20 de mayo de 2011. Se amplió por otros dos años en 2013.